# Igino Giordani
Igino Giordani (Tivoli, 24 settembre 1894 – Rocca di Papa, 18 aprile 1980) è stato uno scrittore, giornalista, politico e bibliotecario italiano, cofondatore del Movimento dei Focolari di Chiara Lubich.

## Biografia
Primo dei sei figli di Mariano e Orsola Antonelli, nel 1900 iniziò le scuole elementari e già da ragazzino, nei giorni liberi e nelle vacanze estive, cominciò a praticare l'attività di muratore, sulle orme del padre.
Dopo aver frequentato il Seminario diocesano a Tivoli, alla vigilia della prima guerra mondiale conseguì la licenza liceale e iniziò a frequentare la Facoltà di Lettere e Filosofia alla Sapienza - Università di Roma.
Partecipò al conflitto come sottotenente, sull'Isonzo nel 111º Reggimento di fanteria e nel 1916 fu gravemente ferito e ricoverato in ospedale, da dove fu dimesso solo dopo la vittoria.
Laureatosi in Lettere, iniziò a insegnare e nello stesso tempo avviò le prime collaborazioni a riviste e giornali.
Il 2 febbraio 1920 sposò Mya Salvati, e i due si trasferirono a Roma. Dalla moglie ebbe quattro figli: Mario, Sergio, Brando e Bonizza. In autunno conobbe Luigi Sturzo e aderì al Partito Popolare. In ottobre scrisse i primi articoli politici per Il Popolo Nuovo, settimanale del PPI del quale fu il direttore nel 1924..
Dopo un corso di specializzazione in bibliografia e biblioteconomia seguito negli Stati Uniti, dal 1928 fu assunto come bibliotecario della Biblioteca Apostolica Vaticana. A lui si deve la redazione di uno dei primi manuali organici di Catalogazione delle opere a stampa e manoscritte. Ha insegnato alla Scuola vaticana di biblioteconomia. In quello stesso anno 1928 si preoccupò di far assumere Alcide De Gasperi che da poco era uscito dal carcere e di far finire i pedinamenti da parte della polizia. Igino Giordani così ricordò il proprio intervento presso Mussolini:
(Igino Giordani nell'intervista su De Gasperi rilasciata a Historia)
Contrario alle forme in cui si espresse e fu indi ratificato il Concordato tra Stato e Chiesa nel corso del 1929, sempre ritenne il risultato dell'avvenuta "Conciliazione" una vera e propria jattura per le sorti della Chiesa Cattolica del nostro tempo. Nel 1930 fece la sua professione come laico domenicano. Dopo il giugno 1944 diresse Il Quotidiano nella Roma liberata. Il 2 giugno 1946 venne eletto alla Assemblea Costituente per la circoscrizione di Roma, il 1º agosto succedette a Guido Gonella nella direzione de Il Popolo (1946-1947). A novembre dello stesso anno venne eletto consigliere comunale a Roma.
Il 17 settembre 1948 a Montecitorio incontrò Chiara Lubich e da quel momento condivise gli ideali del Movimento dei Focolari, da lei fondato nel 1943. Di quel suo primo incontro disse:
(Igino Giordani, Memorie d'un cristiano ingenuo, Città Nuova, 1981)
Igino Giordani fu il primo laico sposato a consacrarsi a Dio nel focolare. Egli appariva alla fondatrice Chiara Lubich con tutto il patrimonio del suo vissuto di politico e di cristiano impegnato, con le sue realtà di coniugato, padre di famiglia, educatore. Ella dirà che «vedeva in lui l'umanità»; lo considerava come seme di «tutte le vocazioni laicali» all'interno del Movimento dei Focolari, a cominciare dai Gen (i giovani, la «generazione nuova»), ma «vedeva» nella sua figura anche i sacerdoti, i religiosi e i giovani dei seminari e noviziati. Scorgeva in lui «riassunta proprio questa umanità rinnovata dall'ideale dell'unità»; di essa Foco era il «simbolo», per essa lei lo considerava investito di un vero «carisma». Per tutto questo subito dopo la morte di Igino, Chiara stessa lo dichiara «cofondatore del Movimento»  insieme a don Pasquale Foresi ed al vescovo tedesco Klaus Hemmerle.
Fu uno degli autori del primo disegno di legge sull'obiezione di coscienza, nel 1949. Poi, nel 1953 uscito dalla vita politica, fu collaboratore dell'Osservatore Romano e de Il Popolo. Fu intensa la sua attività culturale in questo periodo. Dal 1º luglio 1954 al 30 giugno 1961, con l'appoggio del Presidente della Camera Giovanni Gronchi, ebbe un contratto di consulenza per la riorganizzazione della Biblioteca della Camera dei deputati nella quale mise a frutto le sue conoscenze biblioteconomiche e la sua esperienza, soprattutto nell'allestimento di un catalogo a dizionario sulla base delle Norme per il catalogo degli stampati della Biblioteca Vaticana.
Attraverso i suoi libri e la sua molteplice attività di giornalista, anticipò negli anni precedenti il Concilio Vaticano II alcuni temi sulla spiritualità della famiglia e il ruolo del laicato nella Chiesa. Per tale ragione, è spesso ricordato come un precursore della stagione conciliare.
A Rocca di Papa omaggio presidente a memoria C.Lubich e Giordani
Continuò a svolgere ruoli importanti nel Movimento dei focolari:
- Nel 1959 fu nominato direttore della rivista Città Nuova.
- Nel 1961 venne posto alla guida del Centro Uno, organismo del Movimento che si occupa dell'ecumenismo.
- Nel 1965 fu nominato presidente dell'istituto internazionale Mystici corporis a Loppiano.

Dopo la morte della moglie e col consenso dei figli, visse gli ultimi sette anni della sua vita in un "focolare".
La sua opera e i suoi ideali vengono perpetuati da numerose associazioni che ne portano il nome. Nel 1983 il Comune di Roma gli ha dedicato una strada nel quartiere Collatino; un'altra via gli è stata intitolata dal comune di Tivoli.
Attualmente, promossa dalla sede suburbicaria di Frascati, è in corso la sua causa di beatificazione che, in data 25 settembre 2012, ha ricevuto dalla Congregazione delle Cause dei Santi il decreto per la validità giuridica degli atti dell'inchiesta diocesana. Il Postulatore della sua Causa di Beatificazione è il Dott. Waldery Hilgeman. Il 2 maggio 2021 il Presidente Mattarella si era recato in visita al Centro Internazionale del Movimento dei focolari, per rendere omaggio a Chiara Lubich e a Igino Giordani, da lui conosciuto sin dagli anni giovanili. Nella prefazione ad una sua recente biografia dal titolo "Igino Giordani un eroe disarmato l'aveva definito "un testimone di vita cristiana a cui ispirarsi".

## Opere
La voce bibliografica redatta da Tommaso Sorgi e pubblicata in Giordani segno dei tempi nuovi, Roma, 1994, pp. 175–192, contiene 104 titoli tra saggi e traduzioni oltre all'elencazione analitica dei saggi minori pubblicati in opuscolo o in periodici e degli inediti conservati nell'Archivio del Centro Igino Giordani a Rocca di Papa. Si elencano qui solo alcuni dei titoli più importanti:
- Rivolta cattolica, Torino, Gobetti, 1925 (successive edizioni del 1945, 1962, 1997)
- Le due città: religione e politica nella vicenda delle libertà umane, Roma, Città Nuova Editrice, 1961
- Segno di contraddizione, Brescia, Morcelliana, 1933, (successive edizioni 1934, 1941, 1944, 1964)
- La repubblica dei marmocchi, Roma, Casa Ed. Pro Familia, 1940, (successive edizioni 1940, 1963, 2003)
- La rivoluzione cristiana, Roma, Città nuova, 1969;
- Famiglia comunità d'amore, Roma, Città nuova, 1969, (successive edizioni 1991, 1994)
- Pensiero sociale della Chiesa oggi, Roma, Città nuova, 1974
- Diario di fuoco, Roma, Città nuova, 1980 (successive edizioni 1985, 1990, 1992, 1999, 2001)
- Memorie di un cristiano ingenuo, Roma, Città nuova, 1981 (successive edizioni 1984, 1994)
- Il laico chiesa: la vocazione dei laici. Pagine scelte, a cura di Tommaso Sorgi, Roma, Città nuova, 1987, (successive edizioni 1988)
- Il fratello, Roma, Città nuova, 2011

## Omaggi
- Gli è stata intitolata una via a Roma.